# Raymond Mindlin
Pour les articles homonymes, voir Mindlin.
Raymond David Mindlin (né à New York le 17 septembre 1906 et mort le 22 novembre 1987 à Hanover (New Hampshire)) est un ingénieur américain à l'origine de contributions fondamentales à plusieurs branches de la Résistance des matériaux (particulièrement la théorie des plaques épaisses et des plaques anisotropes), de la physique appliquée (couplage piézo-électrique, milieux polaires) et des sciences de l'ingénieur.

## Biographie
Il s'inscrivit en 1924 à l’Université Columbia, dont il sortit licencié en 1931, avec la médaille Illig pour proficiency in scholarship. Au cours de ses études de troisième cycle (de 1933 à 1935), Mindlin assista à l'école d'été de Mécanique organisée par Stephen Timoshenko à l’Université du Michigan, dont les conférences imprègnent ses thèmes de recherches ultérieurs.
Pour sa thèse, Mindlin s'attaqua à un problème fondamental d’élasticité théorique: la détermination des contraintes dans un demi-espace élastique soumis à un chargement ponctuel intérieur, c'est-à-dire la détermination de la Fonction de Green de l'opérateur d'élasticité pour le demi-espace. Les résultats de ce « problème de Mindlin », généralisent le potentiel de Kelvin et le potentiel de Boussinesq ; ils forment aujourd'hui le socle des formules utilisées dans le calcul du tassement des fondations superficielles en géotechnique. Son article parut dans Physics en 1936, l'année où Mindlin obtint son doctorat.
Mindlin fut maître-assistant encore deux années, puis fut chargé des cours de génie civil, et ce n'est qu'en 1940 qu'on le promut professeur-assistant.
En 1942 Mindlin, fut coopté comme collaborateur par le centre de recherches balistiques de l’Applied Physics Laboratory à Silver Spring (Maryland). Il y travailla au développement de la fusée de proximité.
Il retrouva en 1945 l'université Columbia avec un poste de professeur associé, et fut titularisé deux années plus tard. En 1967 on lui attribua la chaire James Kip Finch de Science Appliquée, qu'il occupa jusqu'à sa retraite en 1975.
Ses recherches embrassent des aspects variés de l'élasticité théorique : comportement mécanique des réseaux cristallins, théorie du premier gradient, striction électrostatique, résonateurs piézo-électriques, élasticité polaire, problème de Mindlin. Dans le cadre de ses travaux pour la Défense, il s'est également consacré aux vibrations des structures et à la propagation des ondes élastiques : vibration des plaques épaisses, vibration des plaques orthotropes, propagation des ondes élastiques dans les barres et les tubes ; ainsi qu'à l'élasticité expérimentale (Photoélasticimétrie) ; mais il a également consacré quelques recherches au frottement intergranulaire.
Il a été membre de l’Académie américaine des arts et des sciences (1958), de l’Académie nationale d'ingénierie des États-Unis (1966) et de l’Académie américaine des sciences (1973), docteur honoris causa de l’Université Northwestern (1975). Il a été récompensé par la Médaille Theodore von Karman (1961) de l’ASCE et la Médaille Timoshenko de l’ASME (1964).

## Voir également
- Médaille Timoshenko